# حلزون‌های نوک‌دار
حلزون‌های نوک‌دار (نام علمی: Trochidae) نام یک تیره از رده شکم‌پایان است.